# Ingrid Hoffmann
Ingrid Hoffmann (Barranquilla, 10 de abril de 1965) es una cocinera y personalidad televisiva colomboestadounidense, reconocida por su aparición en diversos programas en las cadenas Food Network y Galavisión. Su libro de cocina Simply Delicioso: A Collection of Everyday Recipes with a Latin Twist fue publicado el 8 de febrero de 2008 por la editorial Clarkson Potter.

## Biografía

### Primeros años
Hoffmann nació en Barranquilla, Colombia, y se crio en Cali y Curazao. Hija del piloto Billy Hoffmann y de la cocinera Yolanda Ibarnegaray, Hoffmann comenzó a cocinar a una edad temprana siguiendo las recomendaciones de su madre.

### Carrera
Inicialmente trabajó en el modelaje y la actuación, apareciendo en variedad de telenovelas en su adolescencia. Se mudó a Miami, Florida en 1985, donde abrió La Capricieuse, una boutique de lujo de alta costura en Coconut Grove. Más adelante abrió un restaurante en la misma ciudad junto con su madre denominado Rocca.
Después de presentar un segmento de cocina en un programa de televisión del área de Miami en 2002, a Hoffmann se le ofreció un segmento quincenal en el programa matutino en español Despierta América. Su propio programa, Delicioso, estrenó en DirecTV en 2005 y más adelante empezó a ser transmitido en la cadena Galavisión. Food Network se contactó con ella un día después de su aparición en marzo de 2006 en The Martha Stewart Show, y Simply Delicioso debutó en esa cadena en julio de 2007.
Hoffmann contribuye con una columna culinaria mensual en la revista People en Español. Es miembro de la junta directiva del Fondo de Alimentos y Educación de la Ciudad de Nueva York, y apoya a la iniciativa Amigos For Kids de Miami (como miembro de su junta directiva), a las fundaciones Believe for Colombia y al grupo Humane Society. En 2019 dirigió una misión de rescate para ayudar a los damnificados por el huracán Dorian tras su paso por las Bahamas.

## Libros
- Latin d'Lite: Delicious Latin Recipes with a Healthy Twist (2013)
- Simply Delicioso: A Collection of Everyday Recipes with a Latin Twist (2008)[8]